# Patricia De Martelaere
Patricia De Martelaere (Sottegem, 16 de abril de 1957-Wezemaal, 4 de marzo de 2009) fue una filósofa y escritora flamenca.
Estudió filosofía en la Universidad Católica neerlandófona de Lovaina (en neerlandés Katholieke Universiteit Leuven) y fue lectora de filosofía del lenguaje en la Universidad Católica neerlandófona de Bruselas (en neerlandés  Katholieke Universiteit Brussel ) y la Universidad Católica neerlandófona de Lovaina. 
De Martelaere murió el 4 de marzo de 2009 por un tumor cerebral.

## Premios
- 1993 - Jan Gresshofprijs
- 1997 - Staatsprijs voor essay en kritiek[3]